# Khadr El-Touni
Khadr Sayed El-Touni (in arabo خضر التوني‎?; Il Cairo, 15 dicembre 1916 – Il Cairo, 25 settembre 1956) è stato un sollevatore egiziano.

## Biografia
Inizia la pratica del sollevamento pesi con i suoi compagni di classe della scuola Shobra. Si distinse riuscendo a sollevare due pietre del peso di quaranta chili ciascuna, fissate su una maniglia. Determinato a fare carriera in questo sport, si allena in diversi club della regione del Cairo.

## Carriera

### Giochi di Berlino 1936
Arriva ai Giochi di Berlino preceduto da polemiche per record impressionanti ma non omologati. Vi conferma il suo valore battendo tre record mondiali e vincendo la medaglia d'oro davanti ai tedeschi Rudolf Ismayr e Adolf Wagner, nella categoria dei pesi medi. Solleva in questa occasione un totale di 387,5 kg, ovvero 35 kg in più del secondo, Ismayr, e oltre 15 kg in più del francese Louis Hostin, vincitore della categoria superiore, quella dei pesi massimi leggeri. Nonostante la sconfitta dei tedeschi, Adolf Hitler, molto colpito dalla performance di El-Touni, volle congratularsi personalmente con lui intitolandogli una strada del Villaggio Olimpico di Berlino. Al rientro in Egitto, ricevette una consistente somma di denaro e una polizza assicurativa che incassò nel 1953 permettendogli di costruire una casa a Helwan.

### Giochi di Londra 1948
Non poté partecipare ai Giochi olimpici del 1940 e del 1944 a causa della seconda guerra mondiale. Nel 1948, a Londra, il giorno prima delle gare ha un problema di salute e, nonostante i medici gli sconsiglino di partecipare, gareggia ugualmente e si classifica al quarto posto sfiorando la medaglia di bronzo. Subito dopo la fine della gara, si fece ricoverare in ospedale per un intervento chirurgico.
Conquistò il titolo di campione del mondo per tre volte (1946, 1949, 1950) un bronzo nei mondiali del 1951 e vinse la medaglia d'oro ai Giochi del Mediterraneo nel medesimo anno ad Alessandria d'Egitto. Morì a 39 anni folgorato da una scarica elettrica mentre faceva riparazioni nella sua casa.